# Tim (romanzo)
 Tim (Tim) è il primo romanzo di Colleen McCullough, pubblicato nel 1974. In Italia il libro è uscito nel 1979 nella traduzione di Maria Grazia Prestini.

## Trama
Il romanzo narra la vicenda di un ventiquattrenne ritardato di mente, che inizia una relazione con una donna parecchio più anziana di lui.
Alla morte della madre, la partner assume nella vita di Tim un ruolo sempre più importante, che porterà, dopo non poche difficoltà, ad un matrimonio.

## Adattamento cinematografico
- Nel 1979 è uscito il film Tim (in italiano Tim - un uomo da odiare), regia di Michael Pate [1]

## Edizioni
- C. McCullough, Tim, traduzione di Maria Grazia Prestini, ed. Bompiani, Milano 1979;
- C. McCullough, Tim, traduzione di Maria Grazia Prestini, ed. Euroclub, Milano 1979;